# Aardlapalu
Aardlapalu est un village de la commune de Haaslava du comté de Tartu en Estonie. Au 31 décembre 2011, il compte 100 habitants.